# Pelota op de Olympische Zomerspelen
Pelota is op de Olympische Spelen slechts vier keer gespeeld. In 1900 stond de sport op het officiële programma van de Olympische Zomerspelen in Parijs. Daarna werd het nog driemaal, in 1924 (Parijs), 1968 (Mexico-Stad) en  1992 (Barcelona)  als een demonstratiesport toegevoegd aan dat programma.
Tot 2004 werd het pelotatoernooi van 1900 niet als olympisch beschouwd. Het IOC heeft in 2004, na historisch onderzoek, bepaald het toernooi, voor het onderdeel Cesta punta (Jai Alai) voor amateurs alsnog een olympische status kreeg.
Parijs 1900 · 
Parijs 1924 (demonstratie) · 
Mexico-stad 1968 (demonstratie) · 
Barcelona 1992 (demonstratie)
Olympische medaillewinnaars
Olympische Zomerspelen
Olympische Winterspelen
Gerelateerd
Olympische Jeugdspelen · Paralympische Spelen · Deaflympische Spelen · Special Olympic World Games
IOC · COA · BOIC · NOC*NSF · NAOC · SOC